# Hawaii Bowl 2023
Match précédent Match suivant
Le Hawaii Bowl 2023 est un match de football américain de niveau universitaire joué après la saison régulière de 2023, le 23 décembre 2023 au Clarence T. C. Ching Athletics Complex (en) situé à Honolulu dans l'État de Hawaii aux États-Unis.
Il s'agit de la 20e édition du Hawaii Bowl.
Le match met en présence l'équipe des Chanticleers de Coastal Carolina issue de la Sun Belt Conference et l'équipe des Spartans de San Jose State issue de la Mountain West Conference.
Il débute vers 18 h 30 locales et est retransmis à la télévision par ESPN,.
Sponsorisé par la société « API EasyPost », le match est officiellement dénommé le 2023 EasyPost Hawaii Bowl.
Coastal Carolina remporte le match sur le score de 24 à 14.

## Présentation du match
Il s'agit de la 1re rencontre entre les deux équipes.
| Équipes | Équipes                          | Couleurs | Conférences | Entraîneurs                    | Stats. saison rég. | Classements avant le bowl | Classements avant le bowl | Classements avant le bowl |
| --- | -------------------------------- | -------- | ----------- | ------------------------------ | ------------------ | ------------------------- | ------------------------- | ------------------------- |
| Équipes | Équipes                          | Couleurs | Conférences | Entraîneurs                    | Stats. saison rég. | CFP                       | AP                        | Coaches                   |
| | Chanticleers de Coastal Carolina |          | Sun Belt    | Tim Beck (en) (1re saison)     | 7-5                | NC                        | NC                        | NC                        |
| | Spartans de San Jose State       |          | MWC         | Brent Brennan (en) (7e saison) | 7-5                | NC                        | NC                        | NC                        |
| - Arbitre : Greg Sujack (MAC) - Équipe donnée favorite par les bookmakers : Coastal Carolina par 9½ points |                                  |          |             |                                |                    |                           |                           |                           |

### Chanticleers de Coastal Carolina
Roster 2023 des Chanticleers de Coastal Carolina
Avec un bilan global en saison régulière de 7 victoires et 5 défaites (5-3 en matchs de conférence), Coastal Carolina est éligible et accepte l'invitation pour participer au Hawaii Bowl 2023.
Ils terminent 3e de la East Division de la Sun Belt Conference derrière James Madison et Appalachian State.
À l'issue de la saison 2023 (bowl non compris), ils n'apparaissent pas dans les classements CFP, AP et Coaches.
Il s'agit de leur première participation au Hawaii Bowl et le 4e bowl de leur histoire.

### Spartans de San Jose State
Roster 2023 des Spartans de San Jose State
Avec un bilan global en saison régulière de 7 victoires et 5 défaites (6-2 en matchs de conférence), San Jose State est éligible et accepte l'invitation pour participer au Hawaii Bowl 2023.
Ils terminent 3e de la Mountain West Conference derrière UNLV et Boise State.
À l'issue de la saison 2023 (bowl non compris), ils n'apparaissent pas dans les classements CFP, AP et Coaches.
Il s'agit de leur première participation au Hawaii Bowl et le 13e bowl de leur histoire.